# جيمس بيرسيفال
جيمس بيرسيفال (بالإنجليزية: James Percival)‏ هو لاعب اتحاد الرغبي بريطاني، ولد في 9 نوفمبر 1983 في Wordsley ‏ في المملكة المتحدة.

## وصلات خارجية
- جيمس بيرسيفال على موقع ItsRugby.co.uk (الإنجليزية)